# Liste der Naturdenkmale in Oberhausen
Die Liste der Naturdenkmale in Oberhausen enthält die Naturdenkmale in der Stadt Oberhausen in Nordrhein-Westfalen. Die Naturdenkmale innerhalb der im Zusammenhang bebauten Ortsbereiche oder der Geltungsbereiche von Bebauungsplänen wurden in der Verordnung zum Schutz der Naturdenkmale in der Stadt Oberhausen vom 3. Mai 1999 verordnet. 
Die Naturdenkmale außerhalb dieser Bereiche wurden im Landschaftsplan Oberhausen festgelegt.

## Liste der durch den Landschaftsplan geschützten Naturdenkmale
| Bild | Nr.     | Anzahl | Name                                         | Lage/Standort                                                                                            | Gem., Flur und -stück                           | Koordinaten                 | Beschreibung |
| ---- | ------- | ------ | -------------------------------------------- | --- | ----------------------------------------------- | --------------------------- | --- |
|      | 1.3.1 a | 1      | „Stieleiche an der Franzosenstraße“          | 10 m östlich des Hauses Franzosenstr. 219                                                                | Sterkrade Nord, Flur: 1, Flurstück: 91          | 51° 34′ 24″ N, 6° 49′ 15″ O | Eine ca. 160 Jahre alte Stieleiche (Quercus robur) mit einer Höhe von ca. 11 m, einer ausladenden Breite von ca. 20 m und einem Stammumfang von 270 cm.                                                                     |
|      | 1.3.1 b | 1      | „Stieleiche an der Franzosenstraße“          | 50 m nordwestlich des Hauses Franzosenstr. 183                                                           | Sterkrade Nord, Flur: 1, Flurstück: 255         | 51° 34′ 18″ N, 6° 49′ 21″ O | Eine ca. 180 Jahre alte Stieleiche (Quercus robur) mit einer Höhe von ca. 14 m, einer ausladenden Breite von ca. 12 m und einem Stammumfang von 338 cm.                                                                     |
|      | 1.3.2   | 2      | „Zwei Findlinge an der Franzosenstraße“      | 30 m nordwestlich des Hauses Franzosenstr. 169                                                           | Sterkrade Nord, Flur: 1, Flurstück: 190         | 51° 34′ 13″ N, 6° 49′ 25″ O | 2 Findlinge mit Abmessungen 60 × 100 × 45 cm und 60 × 90 × 80 cm. |
|      | 1.3.3   | 1      | „Edelkastanie an der Schlägerheidstraße“     | 200 m östlich des Hauses Schlägerheidstr. 20 am Waldrand                                                 | Sterkrade-Nord, Flur: 1, Flurstück: 18          | 51° 34′ 12″ N, 6° 49′ 46″ O | Eine ca. 160 – 180 Jahre alte Edelkastanie (Castanea sativa) mit einer Höhe von ca. 12 m, einer ausladenden Breite von ca. 15 m und einem Stammumfang von 328 cm.                                                           |
|      | 1.3.4   | 1      | „Winterlinde an der Hünenbergstraße“         | auf dem Grundstück Hünenbergstraße 269 im Vorgarten                                                      | Sterkrade-Nord, Flur: 1, Flurstück: 221         | 51° 33′ 53″ N, 6° 49′ 40″ O | ca. 110 – 120 Jahre alte Winterlinde (Tilia cordata) mit einer Höhe von ca. 15 m, einer ausladenden Breite von ca. 11 m und einem Stammumfang von 275 cm.                                                                   |
|      | 1.3.5   | 1      | „Edelkastanie an der Hünenbergstraße“        | am Haus Hünenbergstraße 255 a                                                                            | Sterkrade-Nord, Flur: 1, Flurstück: 208         | 51° 33′ 52″ N, 6° 49′ 36″ O | Eine ca. 150 Jahre alte Edelkastanie (Castanea sativa) mit einer Höhe von ca. 10 m, einer ausladenden Breite von ca. 12 m und einem Stammumfang von 402 cm.                                                                 |
|      | 1.3.6   | 3      | „Drei Stieleichen an der Hünenbergstraße“    | auf dem Grundstück Hünenbergstraße 211 a                                                                 | Sterkrade-Nord, Flur: 1, Flurstück: 66          | 51° 33′ 47″ N, 6° 49′ 18″ O | 3 ca. 150 Jahre alte Stieleichen (Quercus robur) mit einer Höhe von ca. 14 m, einer ausladenden Breite von ca. 12 – 14 m und einem Stammumfang von 310 cm.                                                                  |
|      | 1.3.7   | 5      | „Fünf Stieleichen Zum Ravenhorst“            | 10 m nördlich des Hauses „Zum Ravenhorst 249“                                                            | Sterkrade-Nord, Flur: 16, Flurstück: 265        | 51° 33′ 23″ N, 6° 49′ 19″ O | 5 ca. 80 – 100 Jahre alte Stieleichen mit einer Höhe von ca. 12 – 16 m, einer ausladenden Breite von 5 – 14 m und Stammumfängen von 143, 184, 225, 235 und 245 cm.                                                          |
|      | 1.3.8   | 4      | „Vier Silberweiden Zum Ravenhorst“           | 50 – 90 m nordwestlich des Hauses „Zum Ravenhorst 241“                                                   | Sterkrade-Nord, Flur: 16, Flurstück: 100, 354   | 51° 33′ 21″ N, 6° 49′ 10″ O | 4 ca. 80 – 100 Jahre alte Silberweiden als durchgewachsene Kopfbäume mit einer Höhe von ca. 10 m, einer ausladenden Breite von ca. 8 – 10 m und Stammumfängen von 278 – 345 cm.                                             |
|      | 1.3.9   | 1      | „Silberweide Zum Ravenhorst“                 | 70 m südwestlich des Hauses „Zum Ravenhorst 241“                                                         | Sterkrade-Nord, Flur: 16, Flurstück: 354        | 51° 33′ 20″ N, 6° 49′ 14″ O | Eine ca. 120 Jahre alte Silberweide (Salix alba) mit einer Höhe von ca. 18 m, einer ausladenden Breite von ca. 15 m und einem Stammumfang von 360 cm.                                                                       |
|      | 1.3.10  | 1      | „Findling Am Tüsselbeck“                     | auf dem Grundstück Am Tüsselbeck 71 im Vorgarten                                                         | Sterkrade-Nord, Flur: 18, Flurstück: 138        | 51° 32′ 50″ N, 6° 48′ 55″ O | Ein tertiären Block mit einer Länge von 110 cm, einer Höhe von 135 cm und einer Breite von 80 cm. |
|      | 1.3.11  | 1      | „Silberweide an der Everslohstraße“          | 105 m nördlich des Hauses Everslohstraße 34                                                              | Sterkrade (Königshardt), Flur: 8, Flurstück: 73 | 51° 33′ 5″ N, 6° 51′ 34″ O  | Eine ca. 100 Jahre alte Silberweide (Salix alba) mit einer Höhe von ca. 12 m, einer ausladenden Breite von ca. 20 m und einem Stammumfang von ca. 295 cm.                                                                   |
|      | 1.3.12  | 1      | „Stieleiche an der Everslohstraße“           | 100 m nördlich des Hauses Everslohstraße 32                                                              | Sterkrade (Königshardt), Flur: 8, Flurstück: 74 | 51° 33′ 5″ N, 6° 51′ 33″ O  | Eine ca. 100 Jahre alte Stieleiche (Quercus robur) mit einer Höhe von ca. 14 m, einer ausladenden Breite von ca. 16 m und einem Stammumfang von 240 cm.                                                                     |
|      | 1.3.13  | 4      | „Vier Findlinge am Kastell Holten“           | 80 m südwestlich des Kastells in Holten auf einer Rasenfläche                                            | Holten, Flur: 10, Flurstück: 66                 | 51° 31′ 33″ N, 6° 47′ 2″ O  | 4 Granite mit den Abmessungen 85 × 70 × 50 cm, 70 × 60 × 50 cm, 50 × 50 × 35 und 50 × 50 × 35 cm. |
|      | 1.3.14  | 1      | „Winterlinde am Kastell Holten“              | in der Anlage neben dem Kriegerdenkmal am Kastell Holten, 25 m südwestlich des Kastells                  | Holten, Flur: 10, Flurstück: 66                 | 51° 31′ 34″ N, 6° 47′ 2″ O  | Eine ca. 160 – 180 Jahre alte Winderlinde (Tilia cordata) mit einer Höhe von ca. 6 m, einer ausladenden Breite von ca. 7 m und einem Stammumfang von 395 cm.                                                                |
|      | 1.3.15  | 1      | „Edelkastanie an der Antoniestraße“          | auf dem Grundstück der Antoniestraße 34 vor dem Haus                                                     | Osterfeld, Flur: 6, Flurstück: 432              | 51° 31′ 10″ N, 6° 52′ 20″ O | Eine ca. 120 Jahre alte Edelkastanie (Castanea sativa) mit einer Höhe von ca. 12 m und einem Stammumfang von 295 cm. |
|      | 1.3.16  | 1      | „Stieleiche an der Antoniestraße“            | im Antoniepark, 50 m östlich des Hauses Antoniestraße 34 und 25 m nordöstlich der Antoniestraße          | Osterfeld, Flur: 6, Flurstück: 377              | 51° 31′ 9″ N, 6° 52′ 24″ O  | Eine ca. 100 Jahre alte Stieleiche (Quercus robur) mit einer Höhe von ca. 12 m und einem Stammumfang von 255 cm. |
|      | 1.3.17  | 1      | „Stieleiche an der Koppenburgstraße“         | im Osterfelder Stadtwald 120 m westlich des Hauses Koppenburgstr. 94                                     | Osterfeld, Flur: 21, Flurstück: 60              | 51° 30′ 22″ N, 6° 53′ 46″ O | Eine ca. 200 Jahre alte Stieleiche (Quercus robur) mit einer Höhe von ca. 20 m, einer ausladenden Breite von ca. 11 m und einem Stammumfang von 80 cm. Die Krone ist zum angrenzenden Grundstück einseitig ausgeprägt.      |
|      | 1.3.18  | 3      | „Drei Findlinge im Stadtwald Osterfeld“      | im Stadtwald Osterfeld, 90 – 120 m südöstlich des Hauses Bottroper Straße 260, an einer Wegkreuzung      | Osterfeld, Flur: 22, Flurstück: 90              | 51° 30′ 16″ N, 6° 53′ 58″ O | 3 Findlinge mit den Abmessungen 140 × 120 × 70 cm, 100 × 70 × 50 cm und 90 × 80 × 35 cm. |
|      | 1.3.19  | 1      | „Rotbuche im Revierpark Vonderort“           | im Revierpark Vonderort, 160 m südöstlich der Bottroper Straße am Südfuß des Rodelhügels                 | Osterfeld, Flur: 22, Flurstück: 90              | 51° 30′ 24″ N, 6° 54′ 16″ O | Eine ca. 180 Jahre alte Rotbuche mit einer Höhe von ca. 20 m, einer ausladenden Breite von ca. 18 m und einem Stammumfang von 390 cm.                                                                                       |
|      | 1.3.20  | 1      | „Rotbuche an der Vonderorter Straße“         | 200 m nordwestlich der Bottroper Straße nordöstlich der Vonderorter Straße an der Stadtgrenze zu Bottrop | Osterfeld, Flur: 21, Flurstück: 78              | 51° 30′ 37″ N, 6° 54′ 4″ O  | Eine Buche mit gut ausgebildeter Krone und einen Stammumfang von 400 cm. |
|      | 1.3.21  | 1      | „Schwarzpappel im Kaisergarten“              | im Kaisergarten, 80 m westlich vom Schloss Oberhausen, 60 m südlich des Rhein-Herne-Kanals               | Alt-Oberhausen, Flur: 10, Flurstück: 53         | 51° 29′ 33″ N, 6° 51′ 31″ O | Eine ca. 120 Jahre alte Schwarzpappel (Populus nigra) mit einer Höhe von ca. 25 m, einer ausladenden Breite von ca. 16 m und einem Stammumfang von 340 cm.                                                                  |
|      | 1.3.22  | 1      | „Blutbuche im Kaisergarten“                  | im Kaisergarten, 30 m westlich der Konrad-Adenauer-Allee, 60 m südlich vom Schloss Oberhausen            | Alt-Oberhausen, Flur: 10, Flurstück: 53         | 51° 29′ 29″ N, 6° 51′ 38″ O | Eine ca. 180 Jahre alte Blutbuche (Fagus sylvatica „Atropurpurea“) mit einer Höhe von ca. 14 m, einer ausladenden Breite von ca. 14 m und einem Stammumfang von 330 cm.                                                     |
|      | 1.3.23  | 1      | „Hainbuche im Kaisergarten“                  | im Kaisergarten, 25 m westlich der Konrad-Adenauer-Allee, 70 m südlich vom Schloss-Oberhausen            | Alt-Oberhausen, Flur: 10, Flurstück: 53         | 51° 29′ 28″ N, 6° 51′ 39″ O | Eine ca. 200 Jahre alte Hainbuche (Carpinus betulus) mit einer Höhe von ca. 10 m, einer ausladenden Breite von ca. 12 m und einem Stammumfang von 240 cm.                                                                   |
|      | 1.3.24  | 1      | „Ahornblättrige Platane I im Kaisergarten“   | im Kaisergarten, 15 m westlich der Konrad-Adenauer-Allee, 80 m südlich vom Schloss Oberhausen            | Alt-Oberhausen, Flur: 10, Flurstück: 53         | 51° 29′ 28″ N, 6° 51′ 39″ O | Eine ca. 180 Jahre alte ahornblättrige Platane (Platanus acerifolia) mit einer Höhe von ca. 12 m, einer ausladenden Breite von ca. 18 m und einem Stammumfang von 340 cm.                                                   |
|      | 1.3.25  | 1      | „Ahornblättrige Platane am Grafenbusch“      | an der Straße „Am Grafenbusch“, 140 m südöstlich vom Schloss Oberhausen,                                 | Alt-Oberhausen, Flur: 17, Flurstück: 83         | 51° 29′ 29″ N, 6° 51′ 45″ O | Eine ahornblättrige Platane (Platanus acerifolia) mit einer Höhe von ca. 24 m, einer ausladenden Breite von ca. 20 m und einem Stammumfang von 465 cm.                                                                      |
|      | 1.3.26  | 1      | „Findling im Kaisergarten“                   | im Kaisergarten, 60 m nördlich des Pergola-Einganges, 25 m westlich der Konrad-Adenauer-Allee            | Alt-Oberhausen, Flur: 10, Flurstück: 53         | 51° 29′ 26″ N, 6° 51′ 39″ O | Ein Findling mit den Abmessungen 100 × 285 × 80 cm. |
|      | 1.3.27  | 1      | „Ahornblättrige Platane II im Kaisergarten“  | im Kaisergarten, 20 m westlich der Konrad-Adenauer-Allee, 30 m nördlich des Pergola-Einganges            | Alt-Oberhausen, Flur: 10, Flurstück: 53         | 51° 29′ 25″ N, 6° 51′ 39″ O | Eine ca. 200 Jahre alte ahornblättrige Platane (Platanus acerifolia) mit einer Höhe von ca. 22 m, einer ausladenden Breite von ca. 20 m und einem Stammumfang von 470 cm.                                                   |
|      | 1.3.28  | 1      | „Ahornblättrige Platane III im Kaisergarten“ | im Kaisergarten, 100 m westlich des Pergola-Einganges                                                    | Alt-Oberhausen, Flur: 10, Flurstück: 53         | 51° 29′ 22″ N, 6° 51′ 35″ O | Eine ca. 200 Jahre alte ahornblättrige Platane (Platanus acerifolia) mit einer Höhe von ca. 16 m, einer ausladenden Breite von ca. 15 m und einem Stammumfang von 420 cm. Der Stamm war (vor 2015) völlig von Efeu umrankt. |
|      | 1.3.29  | 1      | „Ahornblättrige Platane IV im Kaisergarten“  | im Kaisergarten, 100 m westlich des Pergola-Einganges                                                    | Alt-Oberhausen, Flur: 10, Flurstück: 53         | 51° 29′ 23″ N, 6° 51′ 35″ O | Eine ca. 200 Jahre alte ahornblättrige Platane (Platanus acerifolia) mit einer Höhe von ca. 10 – 12 m, einer ausladenden Breite von ca. 18 m und einem Stammumfang von ca. 400 cm.                                          |
|      | 1.3.30  | 1      | „Rotbuche im Kaisergarten“                   | im Kaisergarten, 150 m westlich der Konrad-Adenauer-Allee, 35 m nördlich der Straße „Am Kaisergarten“    | Alt-Oberhausen, Flur: 10, Flurstück: 53         | 51° 29′ 22″ N, 6° 51′ 34″ O | Eine ca. 150 Jahre alte Rotbuche (Fagus sylvatica) mit einer Höhe von ca. 20 m, einer ausladenden Breite von 18 m und einem Stammumfang von 320 cm.                                                                         |
|      | 1.3.31  | 1      | „Kanadapappel an der Sühlstraße“             | am südlichen Fahrbahnrand der Sühlstraße, 80 m westlich des Hauses Sühlstr. 63                           | Borbeck, Flur: 8, Flurstück: 48                 | 51° 29′ 22″ N, 6° 54′ 10″ O | Eine ca. 120 Jahre alte Kanadapappel (Populus canadensis) mit einer Höhe von ca. 20 m, einer ausladenden Breite von ca. 17 m und einem Stammumfang von 440 cm.                                                              |

## Liste der durch die städtische Verordnung geschützten Naturdenkmale
| Bild | Nr.  | Festsetzungsnummer | Anzahl | Was                          | Lage/Standort                                                   | Gem., Flur und -stück                      | Koordinaten                   |
| ---- | ---- | ------------------ | ------ | ---------------------------- | --------------------------------------------------------------- | ------------------------------------------ | ----------------------------- |
|      | 1    | 8.1                | 1      | Findling – Granit            | Neukölner Str. 185 im Vorgarten                                 | Sterkrade-Nord, Flur 12, Flurstück 335     | 51° 33′ 24″ N, 6° 50′ 5″ O    |
|      | 2    | 8.9                | 1      | Trauerweide                  | Neukölner Str. 184 hinter dem Haus                              | Sterkrade-Nord, Flur 12, Flurstück 60      | Koordinaten fehlen! Hilf mit. |
|      | 3    | 8.10               | 1      | Traubeneiche                 | Neukölner Str. 147                                              | Sterkrade-Nord, Flur 11, Flurstück 718     | Koordinaten fehlen! Hilf mit. |
|      | 4    | 8.11               | 1      | Stieleiche                   | Pfeilstr./Ecke Eimersweg                                        | Sterkrade-Nord, Flur 16, Flurstück 285     | 51° 33′ 25″ N, 6° 48′ 40″ O   |
|      | 5    | 8.12               | 2      | Stieleichen                  | Neukölner Str. 97                                               | Sterkrade-Nord, Flur 11, Flurstück 286     | Koordinaten fehlen! Hilf mit. |
|      | 6    | 9.3                | 1      | Findling – Sandstein         | Buchenweg 189 im Vorgarten                                      | Sterkrade-Nord, Flur 7, Flurstück 87       | 51° 32′ 55″ N, 6° 50′ 12″ O   |
|      | 7    | 9.5                | 1      | Kopfbaumreihe – Weiden       | Buchenbach südlich Höhenweg                                     | Sterkrade-Nord, Flur 12, Flurstück 233/234 | Koordinaten fehlen! Hilf mit. |
|      | 8    | 9.6                | 1      | Kopfbaumreihe – Weiden       | Stollenstr., Buchenbach                                         | Sterkrade-Nord, Flur 12, Flurstück 687     | Koordinaten fehlen! Hilf mit. |
|      | 9    | 9.7                | 1      | Buche                        | Buchenweg 283, auf dem evang. Friedhof                          | Sterkrade-Nord, Flur 6, Flurstück 96       | Koordinaten fehlen! Hilf mit. |
|      | 10   | 9.9                | 1      | Findling – Sandstein         | Pfalzgrafenstr. 47 im Garten hinter dem Haus                    | Sterkrade-Nord Flur 4, Flurstück 78        | Koordinaten fehlen! Hilf mit. |
|      | 11   | 9.10               | 1      | Hainbuche                    | Königshardter Str. 226                                          | Sterkrade, Flur 6, Flurstück 208           | Koordinaten fehlen! Hilf mit. |
|      | 12   | 9.11               | 1      | Findling – Granit            | Everslohstr. 50, im Garten hinter dem Haus                      | Sterkrade, Flur 6, Flurstück 223           | Koordinaten fehlen! Hilf mit. |
|      | 13   | 9.12               | 1      | Traubeneiche                 | Pfälzer Str., vor dem alten Backhaus                            | Sterkrade, Flur 9, Flurstück 55;           | Koordinaten fehlen! Hilf mit. |
|      | 14 , | 9.13               | 1      | Bergahorn                    | Pfälzer Str. 36 im Vorgarten                                    | Sterkrade, Flur 4, Flurstück 1067          | Koordinaten fehlen! Hilf mit. |
|      | 15   | 13.1               | 1      | Esskastanie                  | Bremener Str. 84                                                | Sterkrade, Flur 15, Flurstück 737          | Koordinaten fehlen! Hilf mit. |
|      | 16   | 14.1               | 1      | Findling – tertiärer Quarzit | Dorstener Str. 406, vor der Evang. Kirche                       | Osterfeld, Flur 9, Flurstück 136           | 51° 31′ 48″ N, 6° 52′ 23″ O   |
|      | 17   | 14.2               | 1      | Findling – tertiärer Quarzit | Dorstener Str./Ecke Elpenbachstr.                               | Osterfeld, Flur 9, Flurstück 267           | 51° 31′ 43″ N, 6° 52′ 13″ O   |
|      | 18   | 14.5               | 1      | Findling – Granit            | Richard-Dehmel-Str., am Sportplatz                              | Osterfeld, Flur 8, Flurstück 147           | Koordinaten fehlen! Hilf mit. |
|      | 19   | 14.6               | 2      | Findling – Granite           | Dorstener Str./Ecke Musfeldstr. am Parkplatz                    | Osterfeld, Flur 7, Flurstück 1             | Koordinaten fehlen! Hilf mit. |
|      | 20   | 14.7               | 1      | Findling – tertiärer Quarzit | Drosselstr., vor dem kath. Kindergarten                         | Osterfeld Flur 8, Flurstück 293            | Koordinaten fehlen! Hilf mit. |
|      | 21   | 14.8               | 1      | Findling – tertiärer Quarzit | Elpenbachstr. 112 auf dem Schulhof der Albert-Schweitzer-Schule | Osterfeld, Flur 8, Flurstück 354           | Koordinaten fehlen! Hilf mit. |
|      | 22   | 17.1               | 1      | Esskastanie                  | Beeckstr. 65                                                    | Buschhausen Flur 7, Flurstück 154          | Koordinaten fehlen! Hilf mit. |
|      | 23   | 17.2               | 1      | Stieleiche                   | Ev. Friedhof an der Lanterstr.                                  | Buschhausen, Flur 7, Flurstück 45          | Koordinaten fehlen! Hilf mit. |
|      | 24   | 18.1               | 1      | Rosskastanie                 | Großer Markt, Sterkrade                                         | Sterkrade, Flur 18, Flurstück 515          | Koordinaten fehlen! Hilf mit. |
|      | 25   | 19.4               | 1      | Findling – tertiärer Quarzit | Memelstr. 1, im Vorgarten                                       | Osterfeld, Flur 6, Flurstück 127           | 51° 31′ 6″ N, 6° 52′ 31″ O    |
|      | 26   | 19.5               | 1      | Stieleiche                   | Antoniestr. 5a, im Hof                                          | Osterfeld, Flur 6, Flurstück 461           | Koordinaten fehlen! Hilf mit. |
|      | 27   | 19.6               | 1      | Findling – tertiärer Quarzit | Westerwaldstr. 62                                               | Osterfeld, Flur 1, Flurstück 101           | 51° 30′ 56″ N, 6° 52′ 24″ O   |
|      | 28   | 20.6               | 5      | Schwarzpappeln               | Koppenburgstr., an der Unterführung des Mühlenbaches            | Osterfeld, Flur 20/24, Flurstück 142/534   | Koordinaten fehlen! Hilf mit. |
|      | 29   | 22.1               | 1      | Findlinge – zwei Quarzite    | Fichtestr. 4, auf dem Schulhof der Hauptschule Buschhausen      | Buschhausen, Flur 9, Flurstück 68          | Koordinaten fehlen! Hilf mit. |
|      | 30   | 25.3               | 2      | Bergulmen                    | Arminstr. 24g + 30, vor den Häusern                             | Osterfeld, Flur 30, Flurstück 51/174       | Koordinaten fehlen! Hilf mit. |
|      | 31   | 28.1               | 1      | Findling – Granit            | Schwartzstr. 73, vor dem ehemaligen Zinkweißgebäude             | Oberhausen, Flur 31 Flurstück 778          | 51° 28′ 24″ N, 6° 51′ 39″ O   |
|      | 32   | 29.1               | 1      | Findling – Granit            | Wehrstr. 69, vor dem Gebäude                                    | Dümpten, Flur 4, Flurstück 267             | 51° 28′ 9″ N, 6° 52′ 54″ O    |
|      | 33   | 29.2               | 1      | Rosskastanie                 | Schillerstr. 9 im Hof                                           | Oberhausen Flur 14, Flurstück 86           | Koordinaten fehlen! Hilf mit. |

## Liste erloschener Naturdenkmale
| Bild | Festsetzungsnummer | Anzahl | Was                              | Bemerkung         | Lage                                                                                                 | Koordinaten                   |
| ---- | ------------------ | ------ | -------------------------------- | ----------------- | --- | ----------------------------- |
|      | 4.8                | 1      | Findling                         | Diorit            | Hiesfelder Wald (60 m nördlich der Schlägerheidstraße)                                               | Koordinaten fehlen! Hilf mit. |
|      | 4.9                | 1      | Findling                         | Quarzit           | Schulhof der ehemaligen Brinkschule                                                                  | Koordinaten fehlen! Hilf mit. |
|      | 7.1                | 1      | Rotbuche Fagus sylvatica         |                   | Straße Zum Ravenhorst (90 m westlich des Forsthauses)                                                | Koordinaten fehlen! Hilf mit. |
|      | 8.8                | 1      | Rotbuche Fagus sylvatica         |                   | Sterkrader Wald (am Nordrand des Bürgermeisterplatzes)                                               | Koordinaten fehlen! Hilf mit. |
|      | 9.4                | 1      | Stieleiche Quercus robur         | sog. „Malereiche“ | Sterkrader Wald                                                                                      | Koordinaten fehlen! Hilf mit. |
|      | 9.14               | 12     | Rotbuchen Fagus sylvatica        | „Die 12 Apostel“  | Sterkrader Wald (300 m nordwestlich des Nordfriedhofes)                                              | Koordinaten fehlen! Hilf mit. |
|      | 18.1               | 1      | Findling                         | Quarzit           | katholischer Friedhof an der Wittestraße                                                             | Koordinaten fehlen! Hilf mit. |
|      | 19.2               | 2      | Pappeln Populus spec.            |                   | Antoniestraße (in Teichnähe)                                                                         | Koordinaten fehlen! Hilf mit. |
|      | 20.5               | 1      | Rotbuche Fagus sylvatica         |                   | Bottroper Str. 266 (80 m südöstlich)                                                                 | Koordinaten fehlen! Hilf mit. |
|      | 23.11              | 1      | Blutbuche Fagus sylvatica        |                   | Straße Am Grafenbusch (40 m östlich des Schlosses Oberhausen)                                        | Koordinaten fehlen! Hilf mit. |
|      | 23.12              | 1      | Schwarzpappel Populus nigra      |                   | Kaisergarten (150 m westlich des Schlosses Oberhausen)                                               | Koordinaten fehlen! Hilf mit. |
|      | 23.1               | 1      | Rotbuche Fagus sylvatica         |                   | Kaisergarten (200 m westlich des Schlosses Oberhausen)                                               | Koordinaten fehlen! Hilf mit. |
|      | 25.2               | 1      | Kanada-Pappel Populus canadensis |                   | Sühlstraße. Der Baum wurde 1999 aufgrund seines Abganges aus dem Naturdenkmalverzeichnis gestrichen. | Koordinaten fehlen! Hilf mit. |